# The Great Diamond Robbery
The Great Diamond Robbery é um filme de comédia estadunidense de 1954 dirigido por Robert Z. Leonard e estrelado por Red Skelton, James Whitmore, Cara Williams e Reginald Owen. O filme foi produzido e distribuído pela Metro-Goldwyn-Mayer.

## Elenco
- Red Skelton ...Ambrose C. Park
- Cara Williams ...Maggie
- James Whitmore ...Remlick
- Kurt Kasznar ...Tony Midelli/Louie
- Dorothy Stickney ...Emily
- George Mathews ...Duke Fargoh
- Reginald Owen ...Bainbridge Gibbons
- Harry Bellaver ...Herb
- Connie Gilchrist ...Loira
- Steven Geray ...Van Goosen
- Sig Arno ...Sr. Sahutsky
- Olan Soule ...Sr. Heinsdorfer
- Jean Fenwick ...Secretário
- Matt Moore ...Pregador
- Anna Q. Nilsson ...Enfermeira
- Pat O'Malley ...Policial